# 桑德氏舌天竺鯛
桑德氏舌天竺鯛（學名：Glossamia sandei），為輻鰭魚綱鈎頭魚目天竺鯛科舌天竺鯛屬下的一個種，分布於西太平洋新幾內亞中南部布蘭河和炎莫湖流域，體長可達19公分，棲息植被生長的熱帶雨林溪流，夜間活動，屬肉食性，繁殖期時，雄魚具有口孵習性，卵約7日化成仔魚，由雄魚吐出，具短暫的仔魚飄浮期，生活習性不明。